# Manuel Orazi

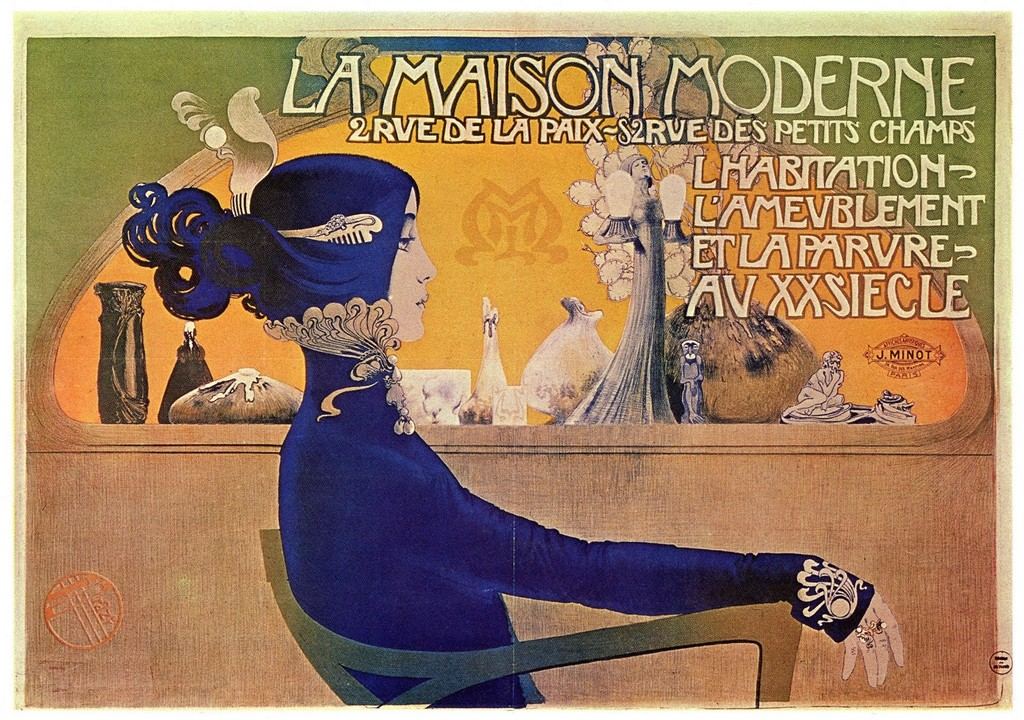
Maison moderne advertisement

Manuel Orazi (Roma, 1860 - París, 1934) es un pintor, ilustrador, afichista y decorador italiano del llamado Art Nouveau.
La vida de este artista de origen italiano que se desempeñó en Francia, sigue siendo bastante desconocida; se sabe que produjo su obra esencialmente en Francia, entre los años 1885 y 1923, legando un cierto número de afiches destacados en la publicidad, de ilustraciones para obras literarias como Las flores del mal de Baudelaire, Salomé de Oscar Wilde o Ma petite ville de Jean Lorrain, de decorados para la opéra y el cine, así como de diseños de joyas.
En 1895 creó el Calendrier Magique que era un calendario de temática oculta. Fue limitado a 777 copias, y lo hizo en colaboración con Austin De Croze.

## Fuentes

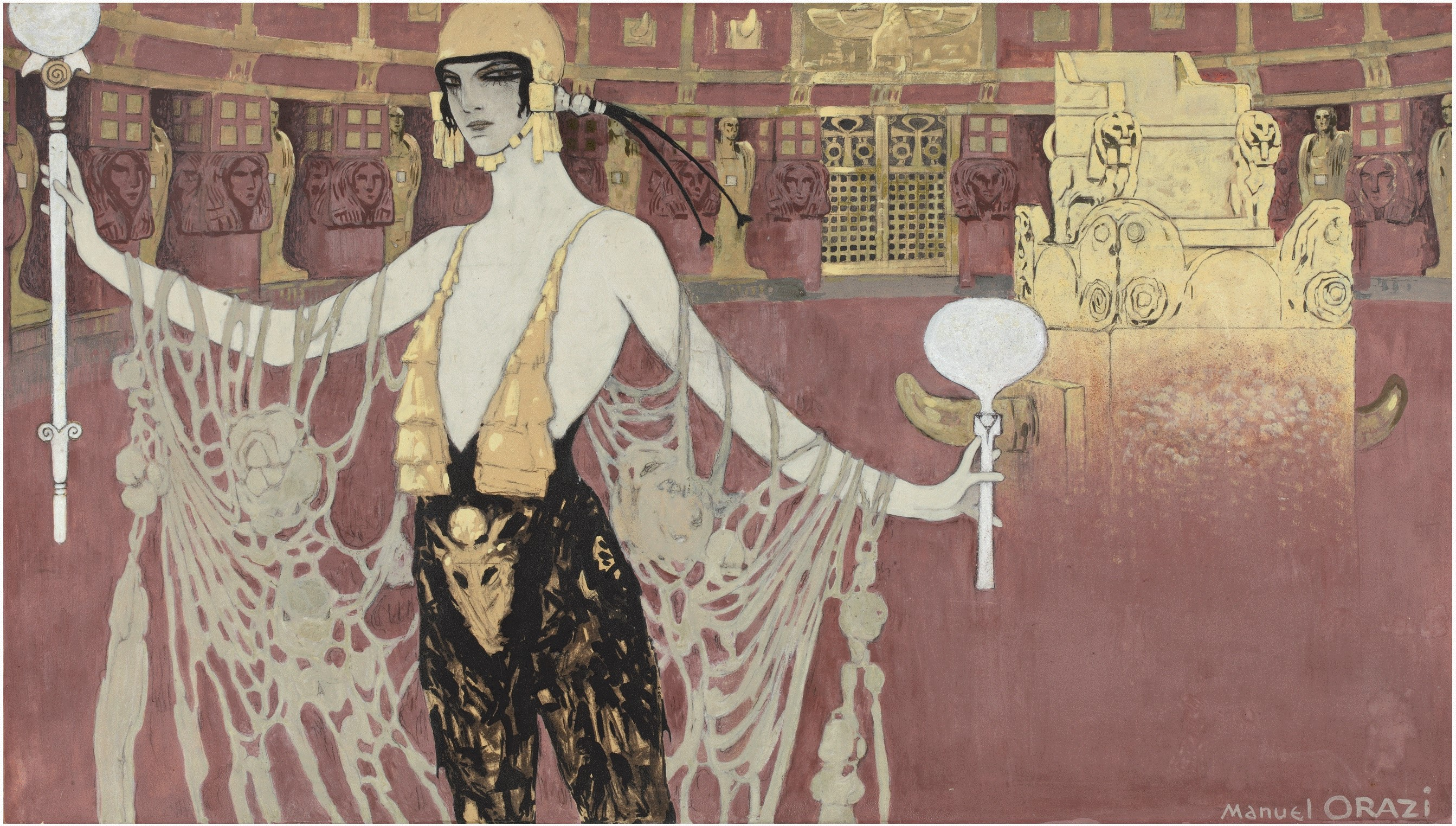
Afiche del filme “L’Atlantide” 1921
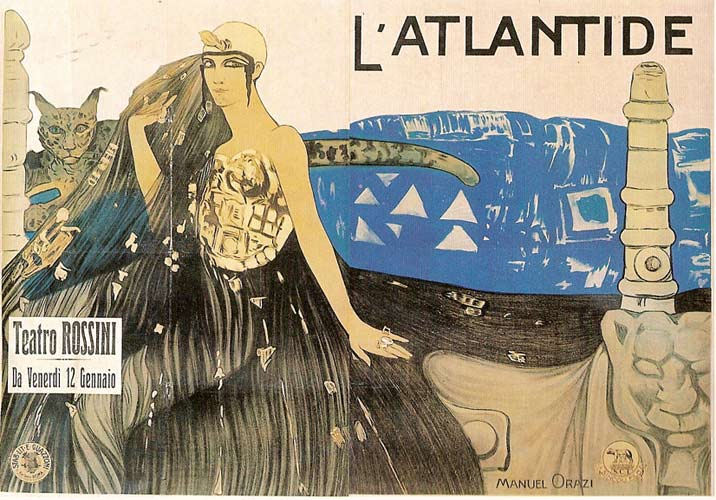
Afiche del filme “L’Atlantide” 1921
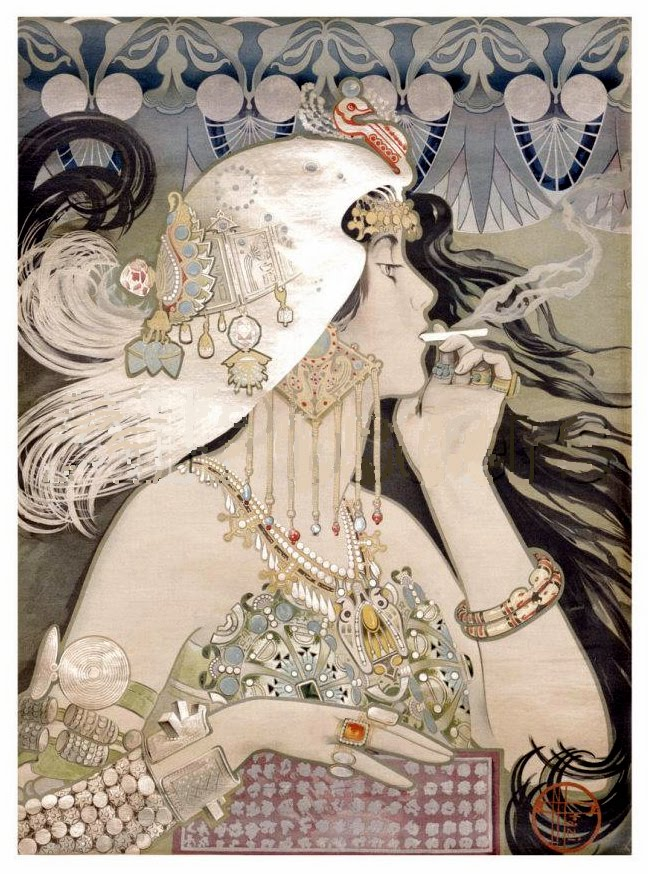
Aviso laboral
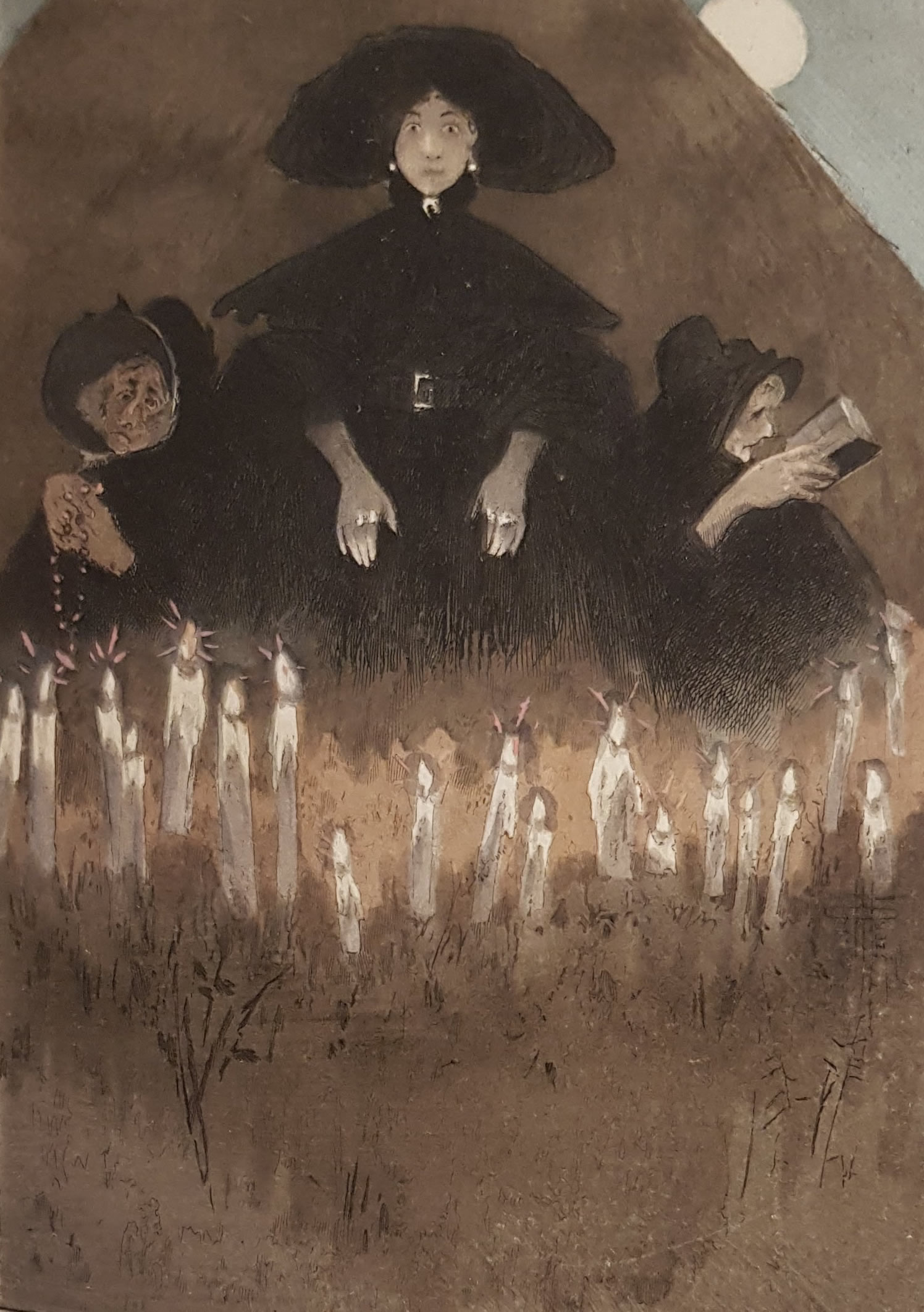
Acuarella para el libro "La petite ville" de Jean Lorrain